# Ernst Bruun Olsen
Ernst Bruun Olsen, född den 12 februari 1923 i Nakskov, död den 2 januari 2011, var en dansk författare, dramatiker, regissör och skådespelare.
Olsen slog igenom med musikalen Teenagerlove (musik Finn Savery) på Det kongelige Teater 1962, som följdes av en ny musikal, Bal i den borgerlige (1966). Han skrev därefter ett flertal skådespel, bland andra Hvor gik Nora hen da hun gik ud? (1968, en fortsättning på Henrik Ibsens Ett dockhem), Postbudet fra Arles (1981), Irene og hendes Mænd (1992) och En kvinde spejler seg (1995), samt hörspel och tv-dramatik.